# FS E.326
| FS E.326               | FS E.326      | FS E.326      |
| ---------------------- | ------------- | ------------- |
|                        |               |               |
| Nummerierung:          | E.326.001–002 | E.326.003–012 |
| Anzahl:                | 2             | 10            |
| Hersteller:            | Breda         | Breda         |
| Baujahr:               | 1930          | 1932          |
| Ausmusterung:          | 1982          | 1982          |
| Achsformel:            | 2’ Co 2’      | 2’ Co 2’      |
| Spurweite:             | 1435 mm       | 1435 mm       |
| Länge über Puffer:     | 16.300 mm     | 16.400 mm     |
| Dienstmasse:           | 114,4 t       | 114,4 t       |
| Reibungsmasse:         | 60 t          | 60 t          |
| Gesamtradstand:        | 13.200 mm     | 13.200 mm     |
| Anfahrzugkraft:        | 120 kN        | 120 kN        |
| Radsatzfahrmasse:      | 20 t          | 20 t          |
| Höchstgeschwindigkeit: | 130 km/h      | 130 km/h      |
| Stundenleistung:       | 2100 kW       | 2100 kW       |
| Dauerleistung:         | 1800 kW       | 1800 kW       |
| Treibraddurchmesser:   | 2050 mm       | 2050 mm       |
| Laufraddurchmesser:    | 1110 mm       | 1110 mm       |
| Stromsystem:           | 3 kV =        | 3 kV =        |
| Stromübertragung:      | Oberleitung   | Oberleitung   |

Die Elektrolokomotiven E.326 der Ferrovie dello Stato wurden für den Schnellzugdienst konzipiert.
Sie wurden von dem mailändischen Hersteller Breda in zwei Unterbaureihen gebaut: die 001 und 002 wurden 1930, die 003 bis 012 1932 ausgeliefert.
Die E.326 wurden einheitlich mit den E.626 und den E.428 entworfen. So besitzen alle Lokomotiven die gleichen Achslagerkonstruktionen, die Schnellzuglokomotiven erhielten auch vereinheitlichte Drehgestelle, denselben Einzelachsantrieb und dieselben Fahrmotoren. Die Bremsteile aller Lokomotiven waren untereinander austauschbar. Auch im elektrischen Bereich waren viele Teile untereinander austauschbar; die Stromabnehmer, Schalteinrichtungen, Widerstände, Luftverdichter und Hilfsmaschinen.
Das Leistungsprogramm der Lokomotive sah die Beförderung von 450 t Anhängelast in der Ebene mit 150 km/h vor. Die gleiche Last sollte bei 16,7 ‰ noch mit 90 km/h befördert werden.
Die vorgesehene Höchstgeschwindigkeit von 150 km/h konnte aus technischen Gründen nicht erreicht werden, da es in den 1930er Jahren noch keine Eisenbahn in Italien gab, die diese Geschwindigkeit zuließ. Daher musste die Geschwindigkeit auf 130 km/h und später sicherheitsbedingt auf 105 km/h gedrosselt werden. Haupteinsatzgebiete der Lokomotiven waren die Strecken von Bologna nach Verona und die Strecke Bologna – Rimini – Ancona. Auf Grund des hohen Achsdruckes konnten die Lokomotiven nur auf ausgewählten Strecken eingesetzt werden. Das führte zur Beschaffung der FS E.428. In den letzten Jahren wurde die Geschwindigkeit auf 95 km/h begrenzt. Ausgemustert wurden die Lokomotiven bis 1982.
Eine Lokomotive, die E.326.004 ist in dem Eisenbahnmuseum Pietrarsa erhalten geblieben.

## Technische Ausrüstung
Der Hauptrahmen der Lokomotive ist genug kräftig ausgeführt, so dass die Lokomotive ohne weiteres an den Endpunkten angehoben werden konnte. Sie besaßen einen Einzelachsantrieb nach Giuseppe Bianchi mit Doppelmotoren, Hohlwelle und Blattfedern. Die doppelt angeordneten Fahrmotoren übertrugen das Drehmoment über Hohlwelle und Blattfedern auf die Radsterne. Die Lagerung war gelenkig, dadurch konnten auch Unebenheiten im Gleis ohne weiteres übertragen werden. Die im Drehgestell gelagerten Laufräder hatten einen Radstand von 2.200 mm, die Geradstellung wurde nach Kurvenfahrt mit Rückstellvorrichtungen durchgeführt.